# Matthijs van Heijningen Jr.
Matthijs van Heijningen Jr. (n. 26 iulie 1965, Amsterdam) este un regizor neerlandez, scenarist și producător, cel mai cunoscut pentru filmele Red Rain (1996), Creatura (2011) și viitorul film Army of the Dead (2013).